# Gary Cherone
 (juin 2018).
Gary Cherone (de son vrai nom Gary Francis Caine Cherone, né le 26 juillet 1961 à Malden dans le Massachusetts) est un chanteur de rock américain. Il est particulièrement connu pour sa participation aux groupes de hard rock Extreme et Van Halen.

## Biographie
Cherone grandit à Boston. Il est le troisième enfant d´une fratrie de cinq garçons. Élevé dans une famille catholique de la classe moyenne, il est un enfant calme, créatif et athlétique. Jeune homme, il rêve de faire une carrière dans le basket-ball avant de se blesser grièvement un genou.
À l’adolescence, Cherone commence à chanter dans des groupes locaux, influencé par les artistes de l’époque tels que Steven Tyler d’Aerosmith, Paul Stanley de Kiss et Freddie Mercury. En 1979, Cherone et un ami forment un groupe de hard rock appelé Myth puis The Dream en 1981. Avec ce groupe, ils remportent un concours organisé par MTV.

### Extreme
En 1985, Cherone et Paul Geary font la connaissance du guitariste Nuno Bettencourt et du bassiste Pat Badger avec qui ils fondent le groupe Extreme, jeu de mots avec l'ancien nom du groupe de Garry, Dream, ce qui donne Ex-dream.  À la fin des années 1980, le groupe signe avec A&M Records qui produit leur premier album en 1989, puis le second une année plus tard. Les textes de cet album, principalement composés par Cherone, décrivent les observations d´un jeune enfant appelé Francis confronté à un monde décadent, corrompu et misogyne.
Les ventes de l´album peinent à démarrer jusqu´à la sortie du single More than words au printemps 1991 qui devient un tube et permet à l´album Extreme II: Pornograffiti de devenir quadruple disque de platine.
Cherone et Extreme participent en avril 1992, au Freddie Mercury Tribute Concert proposé par les trois membres restants de Queen. Le groupe de Cherone reprend lors de ce concert à Wembley les plus grands titres de Queen sous la forme d'un medley pendant près d'une dizaine de minutes. La même année sort le troisième album du groupe. Cependant, l´arrivée de la musique grunge provoque un changement de style musical dans le show business et le groupe, après le faible succès du quatrième album, se sépare.

### Van Halen
À la fin de l´année 1996, après le départ du chanteur Sammy Hagar et une tentative avortée de réconciliation avec David Lee Roth, le groupe Van Halen se retrouve sans chanteur et fait appel à Cherone pour une audition. Le guitariste du groupe Eddie Van Halen apprécie Cherone et le nomme chanteur du groupe. Cherone déménage alors pour la résidence de Van Halen et passe l´année suivante à composer et écrire le nouvel album du groupe, Van Halen III qui sort le 17 mars 1998.
Mais, ni les ventes de cet album, ni la tournée qui s´en suit ne répondent aux attentes. Cet album est le seul du groupe à ne pas atteindre le double disque de platine. En novembre 1999, le groupe publie un communiqué de presse annonçant le départ à l´amiable de Cherone.

### Carrière solo
Après son départ de Van Halen, Cherone retourne à Boston pour y lancer un nouveau groupe de hard Tribe of Judah qui sort un album unique en 2001. Il enregistre également un album solo, Need I Say More, en 2005.